# Corfou
Pour les articles homonymes, voir Corfou (homonymie).
Corfou ou Corcyre (de l'italien : Corfù ; en grec : Κέρκυρα / Kérkyra /ˈcer.ci.ra/  ; en grec ancien : Κέρκυρα ou Κόρκυρα / Kórkura /kór.ky.ra/ ; en latin : Corcyra) est une île grecque située en mer Ionienne, sur la façade occidentale de la Grèce, à proximité de sa frontière avec l'Albanie. Elle est la capitale de la périphérie des îles Ioniennes. Sa ville principale est Corfou.
L'île est connue dans l'histoire de la Grèce antique en tant que cité grecque sous le nom de « Corcyre ».

## Origine du nom de l'île
Le nom grec de l'île est Κέρκυρα / Kérkyra. Ce nom dériverait :
- selon la légende, de la nymphe Corcyre (Κόρκυρα / Kórkura) ou Cercyre (Κέρκυρα / Kérkura) (voir ci-dessous : Mythes) ;
- du grec κέρκος / kérkos, (« anse ») en référence à la forme de l’île.

L'île fut également appelée δρέπανον / drépanon ou δρεπάνι / drepaní, littéralement « la faucille ». Le nom français Corfou viendrait du grec Κορυφαί / Koryphaí, « cimes »).
Dans l'Antiquité, elle s'appelait Corcyre. La ville byzantine serait devenue Korypho (à partir de Κορυφαί, les deux pics sur lesquels est construite la forteresse de la ville ou Πόλις τῶν Κορυφῶν) vers le XIVe siècle. Le nom aurait été corrompu lors de la présence vénitienne en Stous Korphous puis Corfou.

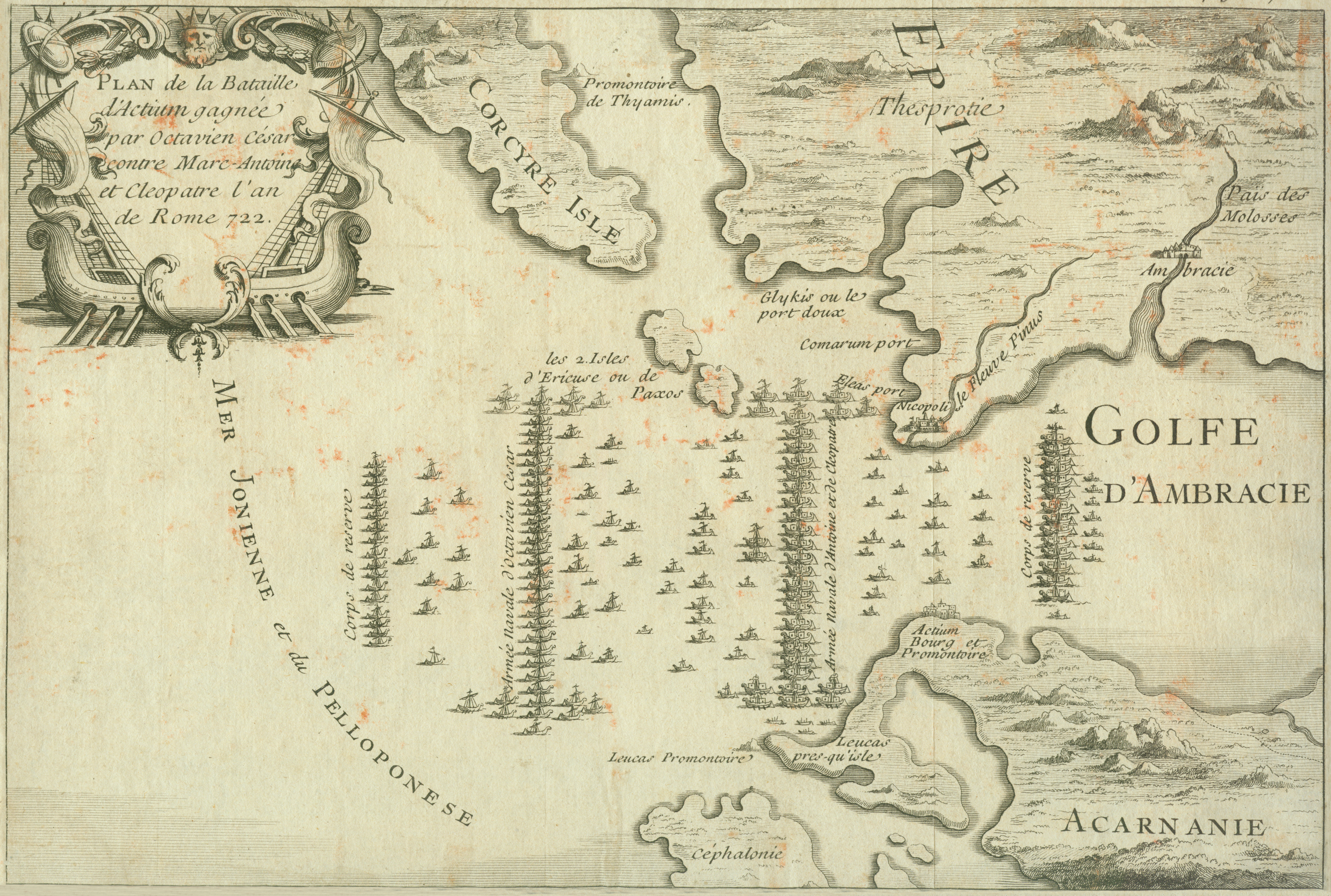
Une partie de l'île de Corcyre figure en haut de cette carte datant de 1734.

### Gentilé
Les habitants de l'île de Corfou sont appelés les Corfiotes.

## Mythes

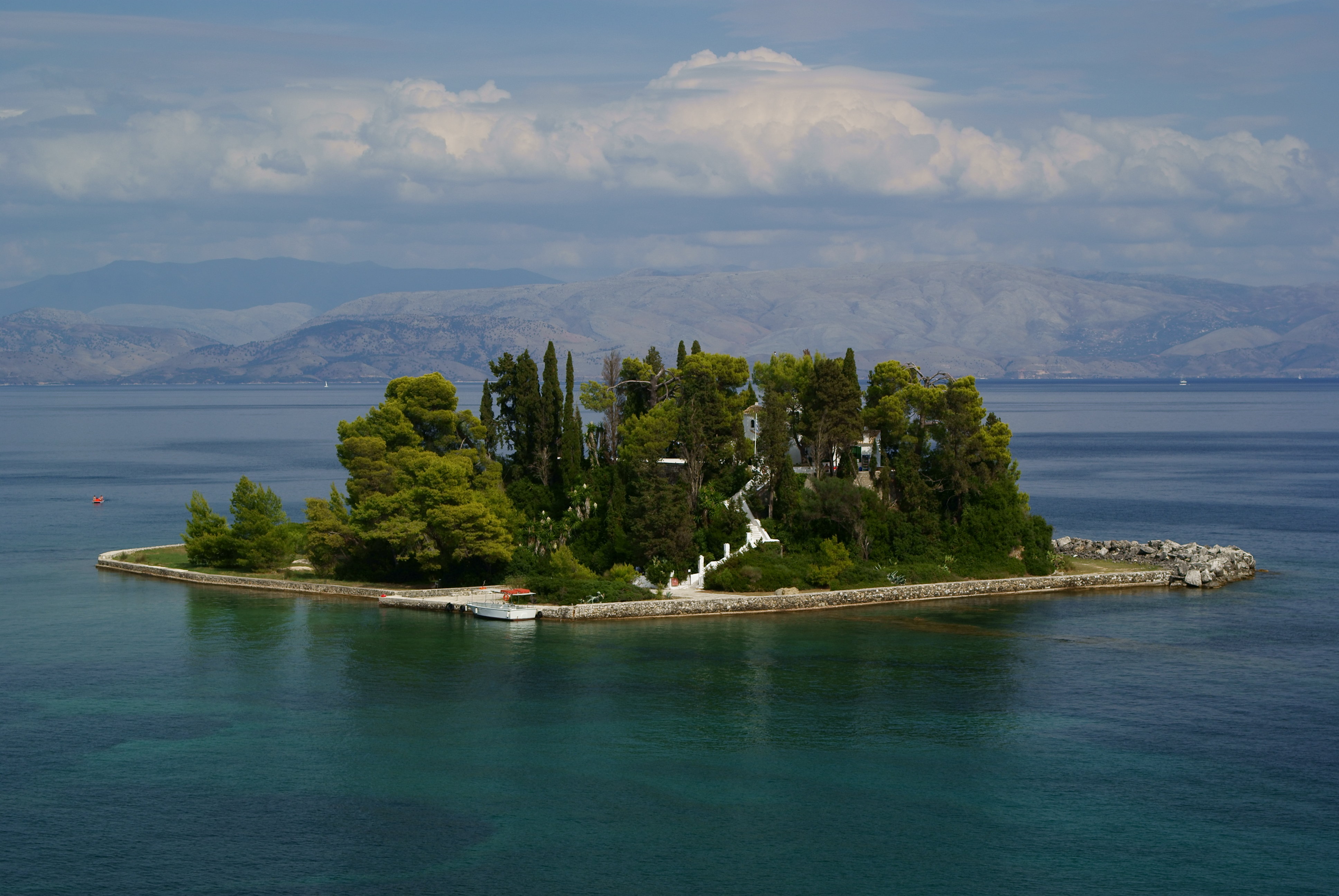
Photographie de l'île de Pontikonisi datant de 2010

### Origine de son nom
Corfou doit son nom à Corcyre, une nymphe fille du fleuve Asopos et de la rivière-nymphe Métope. Poséidon, étant tombé amoureux d'elle, l’aurait emmenée sur cette île. De leurs amours est né Phéax. Ce dernier nom pourrait également expliquer l’origine du nom des Phéaciens.

### Périples d'Ulysse
Corfou, habité par les Phéaciens, aurait été l'ultime étape d'Ulysse avant son retour à Ithaque. Ulysse se serait échoué sur le rocher qui se trouvait sur l'îlot de Pontikonísi, à la pointe de Kanoni au sud de la ville de Corfou. Les Phéaciens, très bons marins l'auraient aidé et Nausicaa, fille du roi des Phéaciens, Alcinoos, l'aurait accueilli.

## Géographie

Carte de Corfou.

Corfou (592 km2) est l'île la plus septentrionale des îles Ioniennes (2 307 km2), qui comprennent aussi Céphalonie, Cythère, Ithaque, Leucade, Paxos et Zante. Ce chapelet, qui suit la trame du relief continental, est plissé et haché de failles gigantesques nées au tertiaire, d'où les rochers qui plongent à pic dans la mer et la présence des gouffres d'Argostoli où les flots se précipitent. Corfou mesure 58 km de long et 27 km au point le plus large. L'île, en majorité bordée par la mer Ionienne, est aussi baignée par la mer Adriatique sur son littoral nord, depuis l'Ákra Kouloúra, au nord-est, jusqu'à l'Ákra Kavakefali, au nord-ouest. Elle n'est distante que de 2,10 km à l'ouest de la côte albanaise, mais 33 km vers l'est-sud-est séparent le village de Corfou du port d'Igoumenítsa, en Épire.
En regardant du nord vers le sud, elle a la forme d'une anse ou d'une faucille.
On peut diviser l'île en trois régions : le nord avec les montagnes, le centre avec les collines, le sud avec les plaines. Les côtes sont principalement constituées de galets et de sable. Le point culminant de Corfou est le mont Pantokrátor (906 m d'altitude). Il se situe au nord de l'île.

L'aéroport de Corfou "Ioannis Kapodistrias" (code AITA : CFU) se trouve à environ 2 km au sud-est de la ville de Corfu. Pour voir une carte indiquant les aéroports les plus proches, cliquer sur : 

### Carte des aéroports en Grèce
| \| 50 km1:6 137 000 \| Agrinion Aktion Alexandreia Alexandroúpoli Andravida Áraxos Astypalée Athènes · E. Venizélos Céphalonie La Canée Chios Corfou Héraklion Icarie Ioannina Kalamata Kalymnos Karpathos Kassos Kastellórizo Kastoria Kavala Cythère Kos Kotroni Kozani Larissa Lemnos Leros Milos Mykonos Mytilène Naxos Néa Anchíalos Paros Rhodes Maritsa Samos Santorin Sitía Skiathos Skyros Sparte Syros Tanagra Tatoi Thessalonique Tripoli Tympaki Zante Kastélli |
| 50 km1:6 137 000 |

## Hydrographie
La plus importante des petites rivières est la Ropa. Elle irrigue une plaine fertile au centre de l'île. Dans cette plaine, poussent des vignes et des céréales.
Il y a aussi trois grandes lagunes. La première est Andinioti qui se situe sur la côte nord. La seconde est celle d'Halikiopoulos. Elle se situe au sud de Corfou (ville) et est traversée aujourd'hui par l'aéroport. Enfin, Korission se situe dans le sud.

## Faune et flore

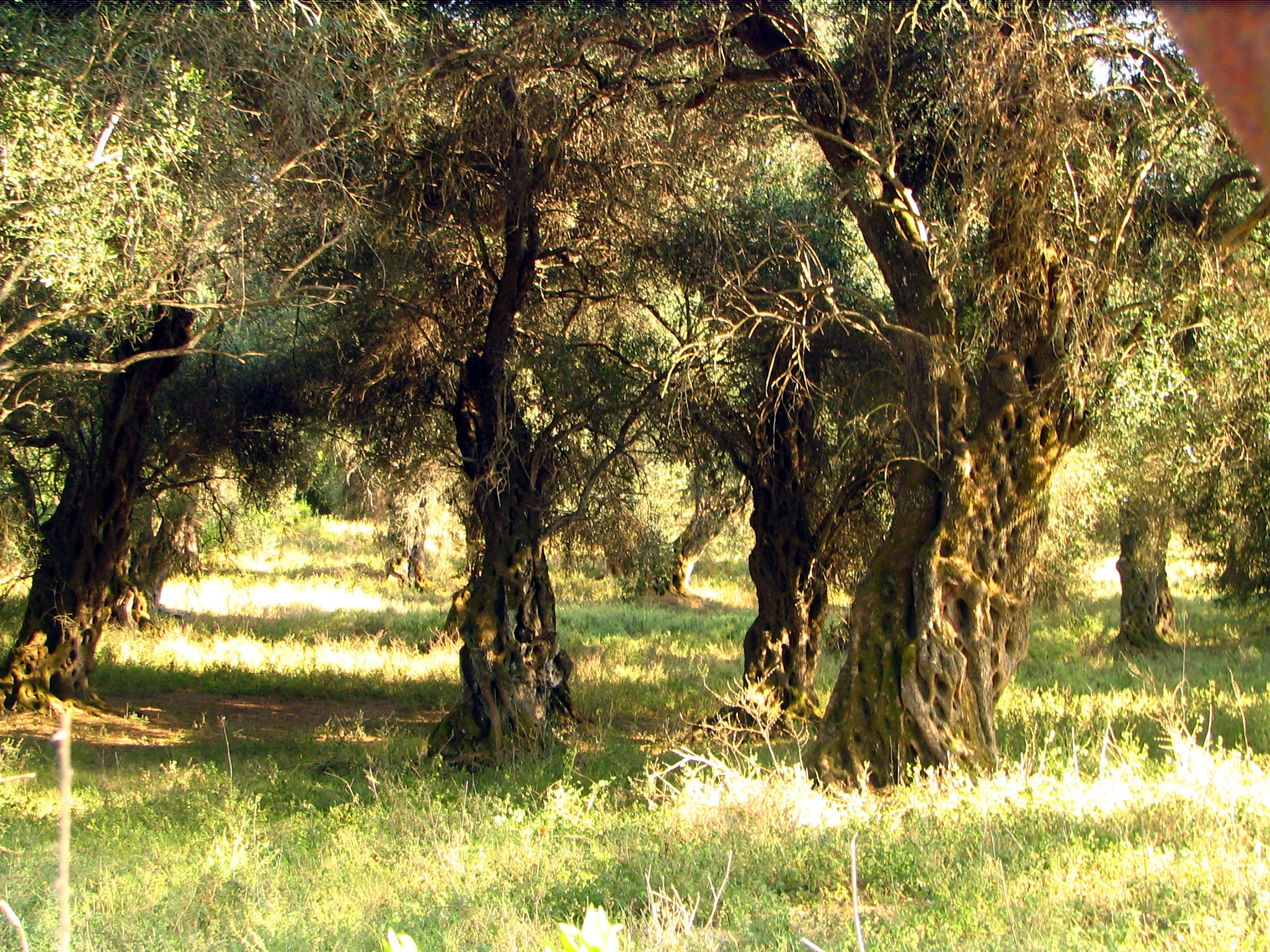
Oliveraie à Corfou.

### Faune
La faune sur l'île de Corfou est très riche. D'ailleurs, le zoologiste britannique Gerald Durrell, qui passa son enfance sur l'île, en fut fort marqué.

#### Oiseaux
- Dans les villes, il est possible d'observer des rouges-queues et des roitelets huppés qui trouvent refuge dans les arbres.
- La lagune d'Halikiopoulos abrite des aigrettes blanches et des pélicans frisés.
- Le lac Korission voit séjourner des aigrettes ainsi que des ibis et des avocettes. Depuis le début du XXIe siècle, ce lieu ainsi que les Lefkimmi Salt Pans accueillent à différentes périodes de l'année des flamants roses[4].
- Le mont Pantokrátor est le biotope de nombreux rapaces dont les faucons crécerelles, des faucons kobez, des vautours égyptiens, des buses, des faucons pèlerins, des faucons d'Éléonore, des petits ducs ou encore des aigles royaux.
- À Corfou, d'autres petits oiseaux comme les fauvettes des oliviers qui sont très répandues, les gobes-mouches et les pies-grièches et les guêpiers peuvent être aperçus.
- Le goéland d'Audouin se retrouve aussi sur l'île, mais l'hiver.

#### Reptiles
- On trouve plusieurs tortues dont les tortues de mer. Cette dernière espèce est assez rare.
- Certaines espèces de serpents et de lézards vivent aussi sur l'île. La plupart des serpents ne sont pas venimeux.

#### Mammifères
- Les lièvres, chauves-souris et les hérissons sont très répandus sur l'île.
- La lagune d'Halikiopoulos accueille aussi des loutres.
- L'animal le plus rare à observer est le chacal. Il en reste très peu.

#### Mammifères marins
- Les eaux autour de Corfou abritent un petit nombre de phoques moines. C'est une des espèces les plus menacées d'Europe. On peut aussi apercevoir quelques dauphins non loin des côtes.

#### Poissons
- L'anguille de sable est un poisson très venimeux. Mais elle s'active plutôt la nuit.

### Flore
Les pentes du mont Pantokrátor sont couvertes d'un grand nombre de variétés de fleurs dont plusieurs espèces d'orchidées. Sur l'île, on trouve de grandes oliveraies qui occupent 30 % des terres, et des bosquets de cyprès. La formation végétale la plus importante est le maquis. À Corfou, il y a beaucoup de bougainvillées (la fleur la plus populaire).
L'existence de roses blanches sur cette île a été célébrée par une chanson interprétée par Nana Mouskouri : « Roses blanches de Corfou ».

## Climat
Le climat de Corfou est très agréable et très favorable.
- En été, la température est d'environ 31 °C chaque jour. Au cœur de cette saison, il y a un ensoleillement quasi journalier.
- En hiver, de novembre à mars, il pleut souvent, ce qui explique la végétation abondante de l'île.

Les précipitations sont régulières à Corfou. Quelques averses sont possibles en été. Corfou est aussi la région la plus humide de Grèce. C'est pour cette raison qu'elle est si verdoyante et fertile, on l'appelle l'île verte. C'est en juillet que le climat est le plus sec bien qu'il y ait quelques averses réparties en moyenne sur deux jours.
De novembre à mars, les précipitations sont abondantes. En octobre ou en novembre, se produit une courte période d'orage entre la fin de la chaleur de l'été et le début du froid de l'hiver.
Comme dans la majorité des îles méditerranéennes, soufflent à Corfou des vents violents. Mais ils sont moins réguliers et moins prévisibles qu'ailleurs.
Tableau de données météo durant les douze mois à Corfou :
| Le climat à Corfou                                   | Le climat à Corfou | Le climat à Corfou | Le climat à Corfou | Le climat à Corfou | Le climat à Corfou | Le climat à Corfou | Le climat à Corfou | Le climat à Corfou | Le climat à Corfou | Le climat à Corfou | Le climat à Corfou | Le climat à Corfou | Le climat à Corfou | Le climat à Corfou |
| Température                                          | Température        | Température        | Température        | Température        | Température        | Température        | Température        | Température        | Température        | Température        | Température        | Température        | Température        | Température        |
| Mois                                                 | Jan                | Fév                | Mar                | Avr                | Mai                | Jui                | Jui                | Aoû                | Sep                | Oct                | Nov                | Déc                |                    | Moyenne            |
| ---------------------------------------------------- | ------------------ | ------------------ | ------------------ | ------------------ | ------------------ | ------------------ | ------------------ | ------------------ | ------------------ | ------------------ | ------------------ | ------------------ | ------------------ | ------------------ |
| Température max (°C)                                 | 14                 | 16                 | 18                 | 20                 | 25                 | 29                 | 31                 | 31                 | 30                 | 24                 | 20                 | 16                 |                    | 22, 8              |
| Température min (°C)                                 | 6                  | 8                  | 11                 | 12                 | 14                 | 16                 | 19                 | 19                 | 17                 | 14                 | 10                 | 6                  |                    | 12, 6              |
| Moyenne °C                                           | 9,6                | 10,3               | 12,1               | 15,1               | 19,6               | 23,8               | 26,4               | 26,1               | 22,7               | 18,4               | 14,2               | 11,1               |                    | 17, 5              |
| Précipitations et ensoleillement                     |                    |                    |                    |                    |                    |                    |                    |                    |                    |                    |                    |                    |                    |                    |
| Mois                                                 | Jan                | Fév                | Mar                | Avr                | Mai                | Jui                | Jui                | Aoû                | Sep                | Oct                | Nov                | Déc                |                    | Total              |
| Précipitations (mm)                                  | 132                | 136                | 98                 | 62                 | 36                 | 14                 | 7                  | 18                 | 75                 | 148                | 181                | 180                |                    | 1087               |
| Ensoleillement (h/j)                                 | 5                  | 6                  | 7                  | 7                  | 9                  | 10                 | 11                 | 12                 | 9                  | 6                  | 4                  | 3                  |                    | 2600 h/an          |
| Source : Relevé des données météorologiques à Corfou |                    |                    |                    |                    |                    |                    |                    |                    |                    |                    |                    |                    |                    |                    |

## Économie
L'agriculture est dominée par la culture extensive de l'olivier ; l'olivier recouvre l'essentiel des collines voire des montagnes de l'île.

## Histoire

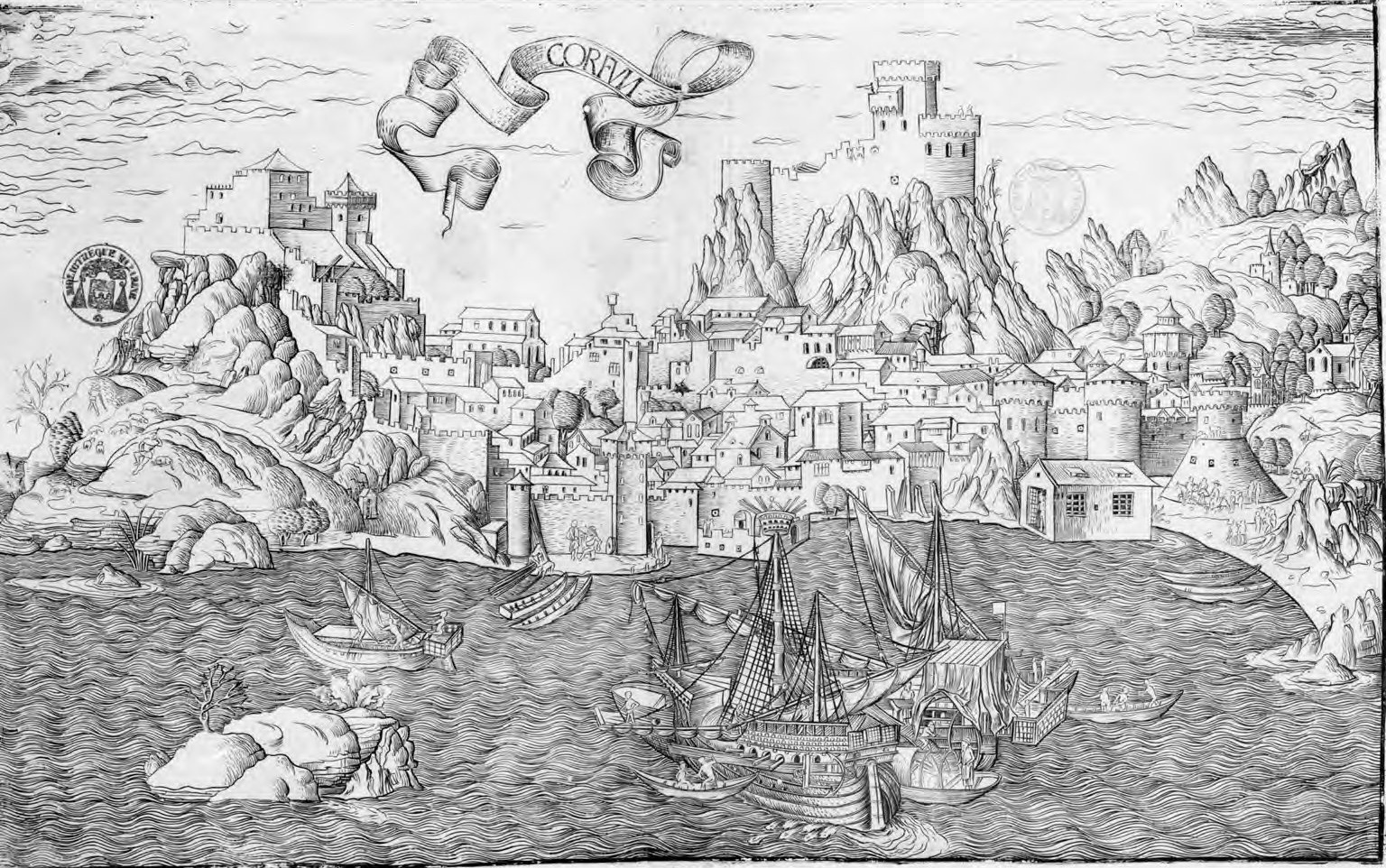
La ville de Corfou en 1488.

L'île est à la frontière (symbolique) entre Empire romain d'Occident et d'Orient. Corfou est la région grecque la plus proche de l'Italie. Elle est aussi à moins de trois kilomètres de la côte albanaise. Sa position géographique lui confère une riche histoire. Elle était une étape évidente sur la route du Levant, dans les deux sens, et à la sortie de la mer Adriatique.

### Antiquité grecque
Dans son passé mythique, Corfou est identifiée par Thucydide à la Schérie des Phéaciens de l'Odyssée. La plus ancienne référence connue de l'île est une inscription en linéaire B datant des environs de 1300 av. J.-C. où il est écrit ko-ro-ku-ra-i-jo ("homme de Kerkyra"). Corcyre devient un comptoir commercial pour la cité d'Érétrie vers 760 av. J.-C.. En 733 av. J.-C., elle est conquise par Corinthe, qui en fait une colonie et devient sa métropole. La révolte des Corcyréens de 664 av. J.-C., au cours de laquelle a lieu la première bataille navale documentée connue de l'histoire grecque, provoque la chute des Bacchiades à Corinthe et la prise de pouvoir du tyran Cypsélos. Corcyre reste cependant sous la tutelle corinthienne.
En 435 av. J.-C. commence ce qu'à la suite de Thucydide on appelle l'« affaire de Corcyre ». Épidamne, colonie de Corcyre, fait appel à sa métropole contre ses anciens oligarques qui, alliés avec des troupes de brigands, harcèlent le territoire de la cité. Les oligarques de Corcyre déclinent cette demande d'aide. Épidamne se tourne alors vers Corinthe, métropole de leur métropole : celle-ci accepte, en partie par hostilité pour Corcyre. Furieux, les Corcyréens affrontent Épidamne, puis Corinthe, parvenant à remporter un double succès. Cependant, Corinthe ne s'avoue pas vaincue et prépare sa revanche. Par prudence, Corcyre décide alors de se tourner vers Athènes.
L'Assemblée athénienne commence par rejeter la proposition d'alliance corcyréenne, ne souhaitant pas rompre la trêve de trente ans conclue avec la cité péloponnésienne. Cependant, le lendemain, l'Assemblée change d'avis : forte de 120 navires, Corcyre est la seconde flotte grecque, derrière Athènes. En outre, elle occupe une position stratégique, sur la route de la Grèce vers la Sicile. Alliée à Corcyre, pensent les Athéniens, Athènes serait invincible. L'Assemblée vote donc une alliance défensive (donc une ἐπιμαχία / epimakkhia, et non une συμμαχία / symmakkhía) : elle envoie trente navires, en deux temps, avec l'ordre de n'intervenir qu'en cas d'invasion de Corcyre. Avec l'aide de la première escadre athénienne, les Corcyréens affrontent les Corinthiens sur mer, aux îles Sybota : ils sont vaincus. Corinthe se retire prudemment face à l'arrivée de la seconde flotte athénienne, qui laisse elle-même repartir les Corinthiens. Avec celles de Mégare et de Potidée, l'affaire de Corcyre constitue l'une des causes de la guerre du Péloponnèse.
En 425 av. J.-C., Corcyre est assiégée par la flotte de Sparte. Mais celle-ci forte de 60 navires, se scinde en deux : une partie pour le siège de Corcyre, l'autre partie pour piéger des Athéniens réfugiés à Pylos lors d'une tempête. Ceci donne lieu à la bataille de Sphactérie.
Pendant la guerre du Péloponnèse, Corcyre reste aux côtés d'Athènes. Cependant, déchirée par l'affrontement interne entre oligarques et démocrates, elle vit en 427 av. J.-C. une guerre civile qui conduit à un grand massacre. Corcyre demeure l'alliée d'Athènes jusqu'en 410 av. J.-C., date à laquelle, tombée sous l'hégémonie de Sparte elle entre dans la ligue du Péloponnèse. En 373 av. J.-C., elle peut rejoindre la seconde Confédération athénienne.
En 300 av. J.-C., elle est brièvement aux mains du conquérant Agathocle de Syracuse avant de passer sous domination illyrienne vers 237 av. J.-C. : Démétrios de Pharos y installe une garnison. Cependant, lorsque les troupes romaines interviennent contre les Illyriens, Corcyre fait aussitôt sa soumission (deditio) à Rome. Par la suite, elle est utilisée comme base navale.

### Antiquité romaine
En 229 av. J.-C., Corfou se place sous la protection de Rome.
Jason de Thessalonique et Sosipater d'Iconium introduisent, au Ier siècle apr. J.-C., le christianisme à Corfou.
Après le partage de l'Empire, l'île se trouve à la frontière entre l'Empire d'Occident et l'Empire d'Orient, faisant partie de ce dernier.

### Époque byzantine
En 455 apr. J.-C., les Vandales ravagent l'île mais n'arrivent pas à prendre la ville. En 540 ou 551, pendant la guerre des Goths, les Ostrogoths de Totila envahissent Corfou et la pillent, puis l'utilisent comme base pour attaquer les îles proches et les côtes de Grèce continentale.
Aux XIe et XIIe siècles, les Normands du royaume de Sicile s'emparent de Corfou à plusieurs reprises, mais l'île est à chaque fois reconquise par les Byzantins parfois aidés des Vénitiens : elle est normande de 1081 à 1085, de 1147 à 1149 puis de 1185 à 1191.
De 1199 à 1204 (ou 1206), Corfou fait partie du domaine des héritiers de Margaritus de Brindisi, sous l'autorité de l'amiral génois Léon Vetrano.
En 1204, l'Empire byzantin est partagé entre les participants de la quatrième croisade. Corfou connaît alors une première domination vénitienne de 1204 à 1210, appartient ensuite au Despotat d'Épire, est conquise en 1257 par Manfred de Sicile et fait partie du royaume de Naples des Angevins de 1266 à 1386.

### Domination vénitienne (1386-1797)

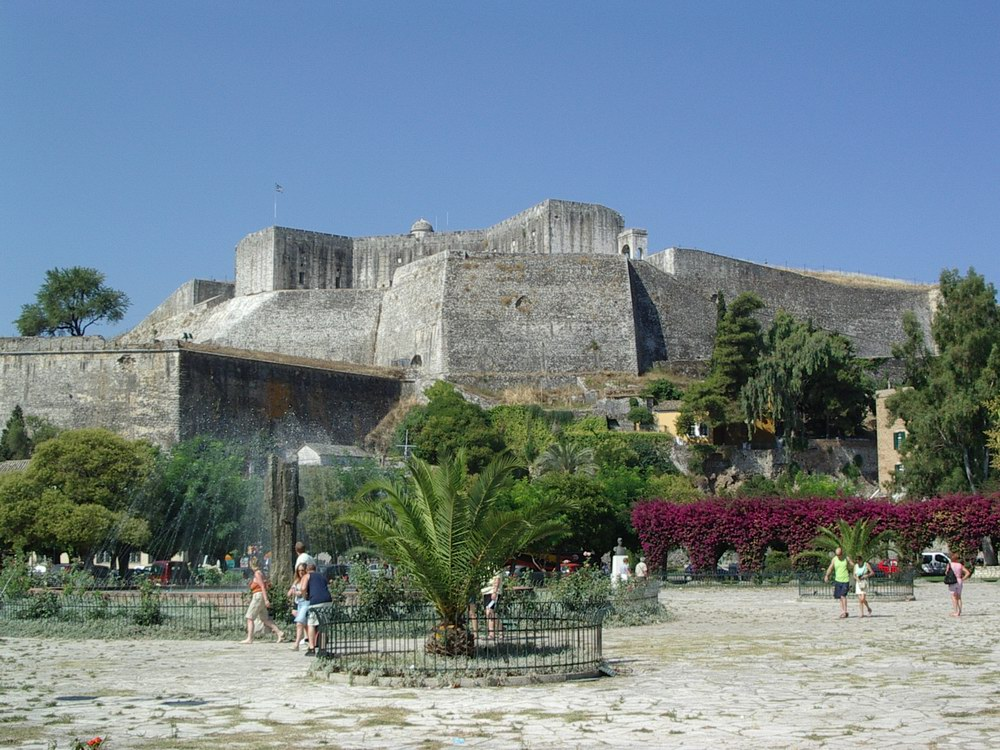
La nouvelle citadelle vénitienne à Corfou (ville).

En 1386, quelques notables de Corfou demandent la protection du doge de Venise. En 1401, Venise versa au roi de Naples Ladislas 30 000 ducats d'or pour officialiser la possession de l'île.
Après l'expansion de l'Empire ottoman, l'île constitue la dernière terre chrétienne avant le monde musulman. Les Vénitiens fortifient Corfou, érigent la Vieille Citadelle en 1550, le Fort Neuf une trentaine d'années plus tard et dégageant l'Esplanade.
Grâce à toutes ces défenses, l'île ne tombe jamais aux mains des Ottomans lors des luttes qui se déroulent du XVe au XVIIIe siècle. Pendant le siège de 1716, elle est défendue par Johann Matthias von der Schulenburg.
Pendant cette période, les Vénitiens encouragent les Corfiotes à exploiter davantage les oliviers. L'influence vénitienne sur l'île reste marquée dans l'architecture.
Selon la légende, une noble dame de l'île aurait inventé le Jeu de la Raquette, ancêtre du tennis, qui est représenté par Gabriele Bella avant 1792 dans un tableau conservé à la Pinacothèque Querini-Stampalia.

### Domination française
Après avoir occupé Venise et mis fin au dogat, Napoléon Bonaparte décide, au printemps 1797, d'occuper les îles Ioniennes. Le 27 mai, le général Antoine Gentili atteint la rade de Corfou et s'empare de la citadelle. Sur l'île, Pierre-Jacques Bonhomme de Comeyras est le commissaire pour le Directoire en 1798 pour les trois départements français de Grèce nouvellement créés. Conquises en 1799 par une flotte russo-turque commandée par l'amiral Ouchakov, les îles Ioniennes sont rendues à la France en 1807 au traité de Tilsit.

### Domination britannique (1814-1864)
L'île est la capitale du protectorat britannique de la république des îles Ioniennes entre 1814 et 1864. Le 21 mai 1864, Corfou, ainsi que les autres îles Ioniennes, est officiellement transmise à la Grèce.

### XXesiècle

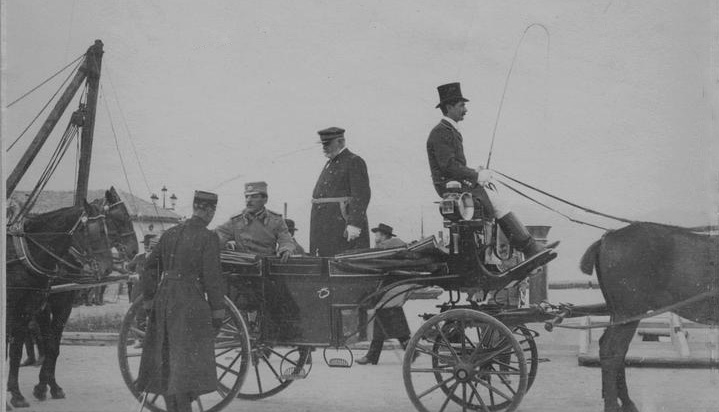
1916, Alexandre de Serbie et l'amiral français Paul Albert de Gueydon.

Corfou accueille l'armée serbe en déroute lors de la Première Guerre mondiale et est occupée « pacifiquement » par les armées française et britannique. Une base française est constiuée à Corfou fin janvier 1916 pour assurer la livraison à l'armée serbe des approvisionnements et du matériel nécessaires à son ravitaillement, à son entretien et à sa réorganisation. Cette base relevant du Général de Montdésir servait également à assurer le ravitaillement et l'entretien du personnel et des détachements français envoyés à Corfou.
En 1923, l’incident de Corfou oppose la Grèce à l'Italie fasciste. Le 29 août, après l'assassinat d'un groupe de militaires italiens (il s'agissait du général Enrico Tellini, du major Luigi Corti, du lieutenant Luigi Bonacini et d'un interprète albanais) chargés de reconnaître la frontière gréco-albanaise, Benito Mussolini envoie un ultimatum à la Grèce, exigeant 50 millions de lires de réparation et l’exécution des tueurs. La Grèce étant dans l'incapacité d'identifier les assassins, les forces italiennes bombardent et occupent l'île grecque de Corfou le 31 août 1923, tuant au moins quinze civils. Le motif officieux pour l'invasion était sans aucun doute la position stratégique de Corfou à l'entrée de la mer Adriatique, ainsi que les volontés irrédentistes de Mussolini. Cet incident fut un des premiers grands tests de la Société des Nations, qui exigea de la Grèce le paiement d'une indemnité financière à l'Italie. Celle-ci se retira de Corfou le 27 septembre.
L'île, occupée par l'Italie lors de la Seconde Guerre mondiale, devient lieu de combats entre les troupes allemandes et italiennes après le retrait de l'Italie de son alliance avec le Troisième Reich en septembre 1943 (armistice de Cassibile).
En 1946, un différend international oppose l'Albanie au Royaume-Uni à propos de la circulation maritime dans le détroit de Corfou et la présence de mines marines mises en place par l'Albanie, dans le contexte de la guerre civile grecque et de tentatives américaines et britanniques de déstabiliser le régime albanais (projet Valuable). L'affaire du détroit de Corfou fait l'objet du tout premier jugement rendu par la Cour internationale de justice le 9 avril 1949,,.
Le traité de Corfou est signé le 24 juin 1994. Il consacre le quatrième élargissement de l'Union européenne à quinze États-membres.

### Héraldique
Sous la domination vénitienne, Corfou arborait le lion de saint Marc et le conserva sous domination française puis anglaise et enfin lors de la république des Sept-Îles. Actuellement[Quand ?], Corfou a pour emblème une trière antique.

Lion de saint Marc.
Blason actuel.

## Personnalités originaires de Corfou
- Nicandre de Corcyre (el), de son vrai nom Andronic Nouccios (Corfou, première décennie du XVIe s. - après 1556) est un copiste grec, auteur d'un récit : Le Voyage d'Occident, d'une traduction en grec moderne des Fables d'Ésope (publiée en 1543), ainsi que d'une satire théâtrale de style italien : Tragédie sur la réfutation du libre arbitre. D'une famille aisée de Corfou, il s'installe, vers 1540, à Venise, alors métropole des îles Ioniennes, où il copie des manuscrits pour de riches commanditaires, comme l'Espagnol Hurtado de Mendoza. L'été 1545, l'humaniste Gérard van Veltwyck, envoyé comme ambassadeur à Constantinople auprès du sultan Soliman par l'empereur Charles Quint, fait étape à Venise. Andronic, qui, semble-t-il, le connaît, se propose de l'accompagner et suivra van Veltwyck jusqu'en Allemagne, à la cour de Charles Quint, à qui le rapport d'ambassade doit être présenté. C'est alors qu'Andronic commence à rédiger un compte-rendu de son voyage d'un an et demi à travers l'Europe occidentale et qu'il adopte, à l'instar des écrivains humanistes de l'époque, l'anagramme patronymique Nicandre, plus antique et respectable. De retour à Venise, probablement avant 1547, il est envoyé à Rome (d'octobre 1547 à janvier 1548) pour une mission diplomatique au Vatican[19].
- Sofia Baffo (1550-1605/1619), fille du gouverneur vénitien de l'île Giorgio Baffo, première épouse du sultan ottoman Mourad III.
- Nicolas Voulgaris (1634 - vers 1684), médecin et théologien, membre de l'Académie littéraire.
- Eugène Voulgaris (1716-1800), un des principaux représentants de la philosophie des Lumières dans la pensée grecque du XVIIIe siècle.
- Ioánnis Antónios Kapodístrias (en grec moderne : Ιωάννης Αντώνιος Καποδίστριας, en français Jean Capo d'Istria, en italien conte Giovanni Capo d’Istria, et en russe граф Иоанн Каподистрия - Graf Ioann Kapodistria), plus connu en France sous le nom de comte Capodistria, (né à Corfou, le 11 février 1776 – assassiné à Nauplie, le 9 octobre 1831), est un homme d'État issu de la noblesse vénitienne et originaire de Capo d'Istria, située aujourd'hui en Slovénie (aujourd'hui Koper). Médecin, gouverneur et ministre de la république des Sept-Îles de 1802 à 1807, diplomate grec au service de l'Empire russe de 1816 à 1822, il est élu, en 1827, gouverneur de la première république de la Grèce nouvellement indépendante. Il est considéré comme un démocrate libéral[20].
- Nikólaos Mántzaros (en grec moderne : Νικόλαος Μάντζαρος), est un musicien grec (Corfou, 26 octobre 1795 - Corfou, 1872) qui compose la musique de l’hymne national grec : Ὓμνος εἶς τὴν Ἐλευθεϱίαν Hýmnos eis tên Eleutherían, Hymne à la Liberté, adopté en 1865.
- Le baron Alberto de Nobili, né à Corfou en 1837 durant l'exil de son père, qui fait partie des participants à l'expédition des Mille.
- Geórgios Theotókis (Γεώργιος Θεοτόκις) est un homme politique grec (Corfou, 1844-1916) issu de la noblesse vénéto-corfiote, membre de la famille Théotokis. Il domina la vie politique nationale grecque au tournant du XXe siècle, étant quatre fois Premier ministre du royaume de Grèce entre avril 1899 et juillet 1909, sous le règne de Georges Ier.
- Spyrídon Lámpros, enseignant, chercheur et homme politique, né à Corfou en 1851.
- Le compositeur et musicologue Georges Lambelet (Γεώργιος Λαμπελέτ) (1875-1945) est né à Corfou.
- Albert Cohen est un poète, écrivain et dramaturge de langue française (Corfou, 16 août 1895 - Genève, 17 octobre 1981) issu d'une famille appartenant à la communauté juive séfarade de l'île, exterminée pendant la Seconde Guerre mondiale. Deux de ses romans, Solal et Mangeclous prennent pour cadre, non pas Corfou, mais une autre île ionienne : Céphalonie.
- Le prince Philip, duc d'Édimbourg (1921-2021), mari de la reine Élisabeth II, né prince Philippe de Grèce et de Danemark, né à Corfou en 1921.
- L'architecte de la reconstruction et du logement social Élli Nikolaḯdi-Vasilikióti est née à Corfou.

## Architecture

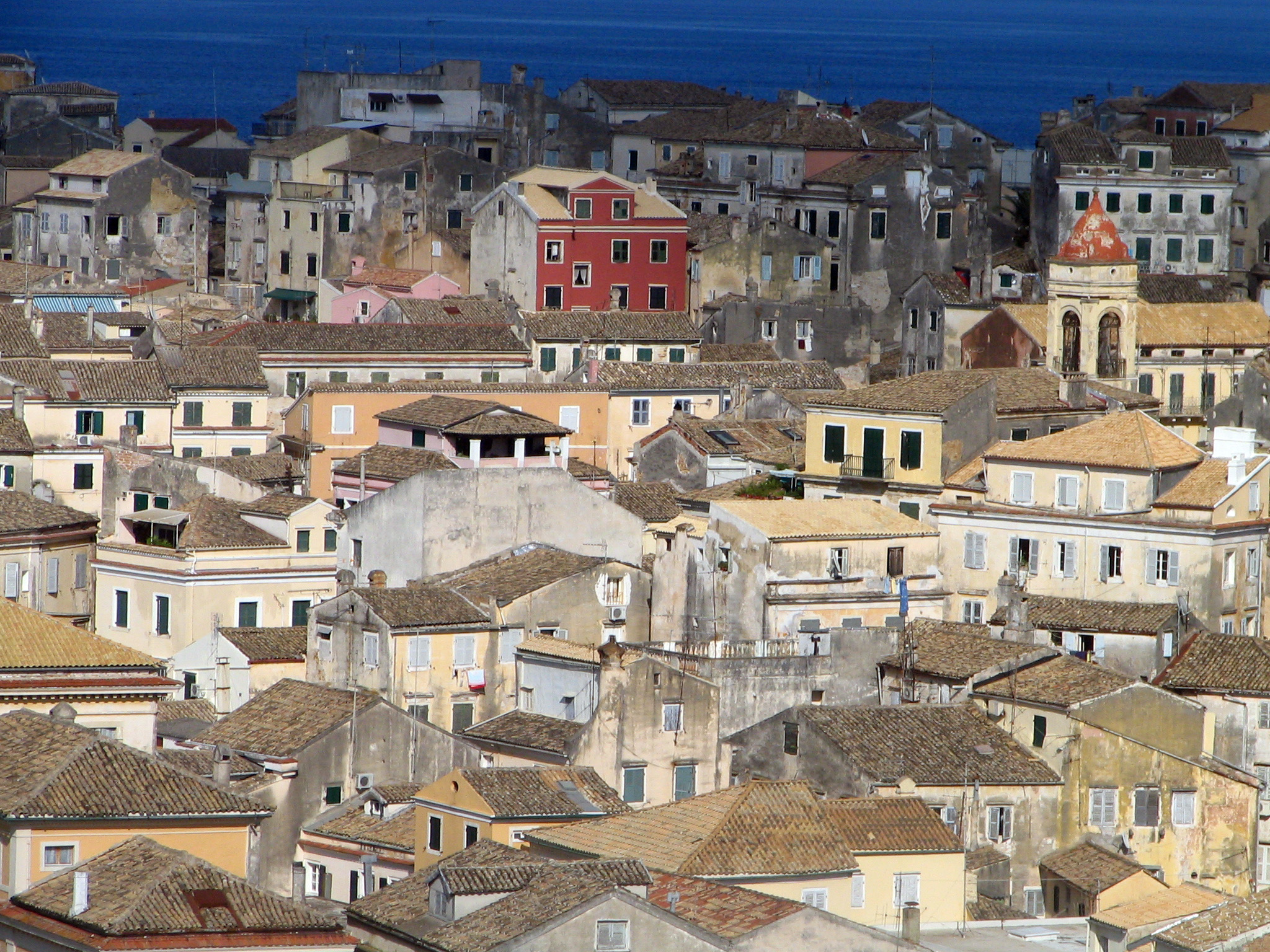
Vue du vieux centre-ville de Corfou.

L'architecture est fort influencée par la domination vénitienne. C'est notamment à Corfou (ville) que cela se remarque.
De nombreux hauts bâtiments ont des balcons et des volets qui ont été peints en couleur vert italien.

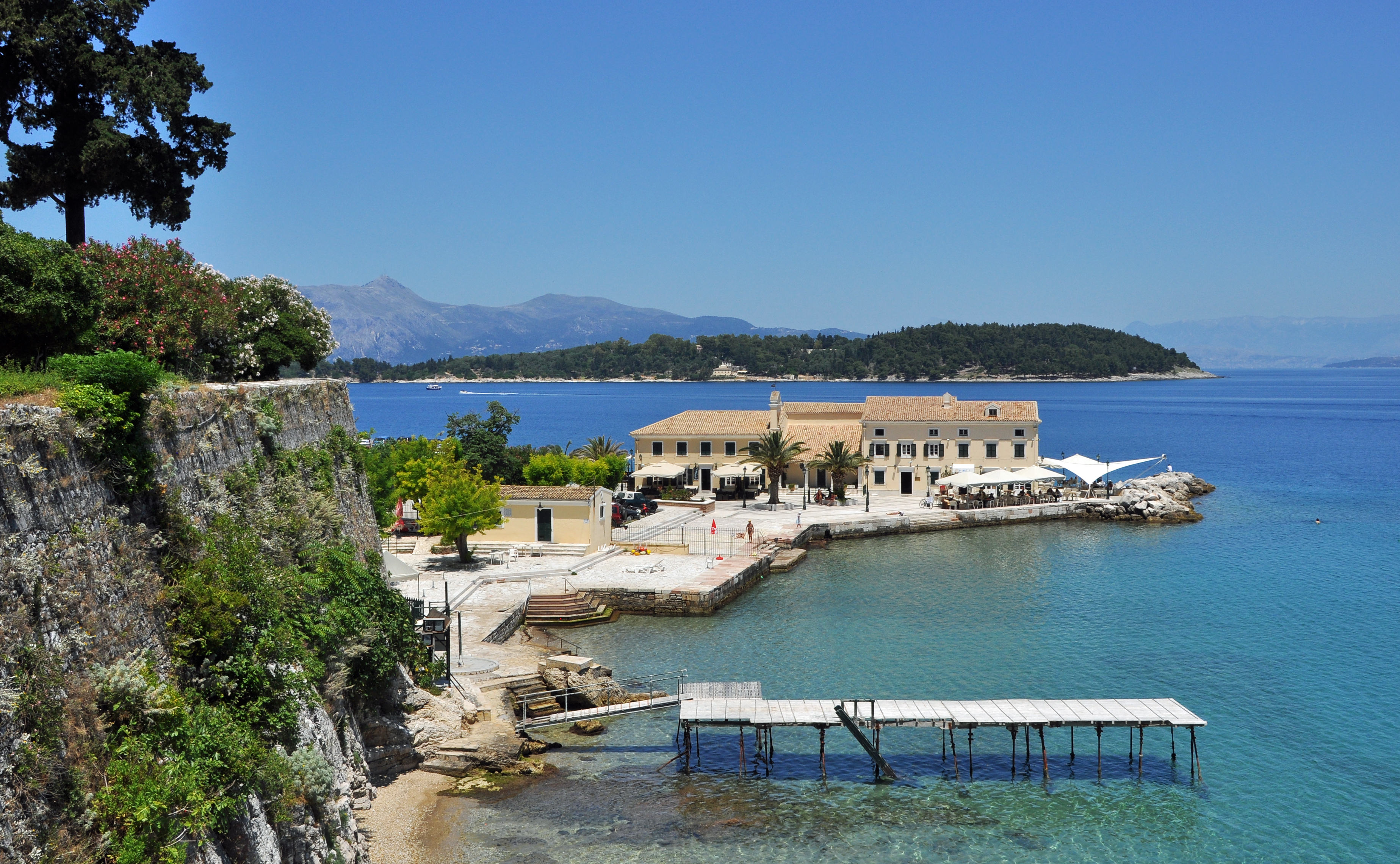
Faliraki et volets verts.

Une bonne partie des églises ont aussi un style vénitien. Celles-ci ont un toit de tuiles rouges et un clocher séparé.

## Linguistique
Les Corfiotes parlaient et pour certains d'entre eux – les plus vieux notamment – parlent encore un idiome gréco-vénitien où abondent les vocables italiens, par exemple :
1. Fenêtre : corfiote = φανέστρα (fanéstra), grec démotique = παράθυρο (paráthyro), italo-vénitien = fanestra
2. Rue : corfiote = στράτα (stráta), grec démotique = oδός (odόs), italo-vénitien = strata
3. Maison : corfiote = κάζα (káza), grec démotique = σπίτι (spíti), italo-vénitien = casa
4. Bougie : corfiote = καντηλέτο (kandiléto), grec démotique = κερί (kerí), italo-vénitien = candiletto
5. Grand-mère : corfiote = νόννα (nóna), grec démotique = γιαγιά (yayá), italo-vénitien = nonna
6. Critiquer : corfiote = στ(ρ)ουδιάρω (st(r)oudiáro), grec démotique = επικρίνω (epikríno), italo-vénitien = studiare

## Coutumes

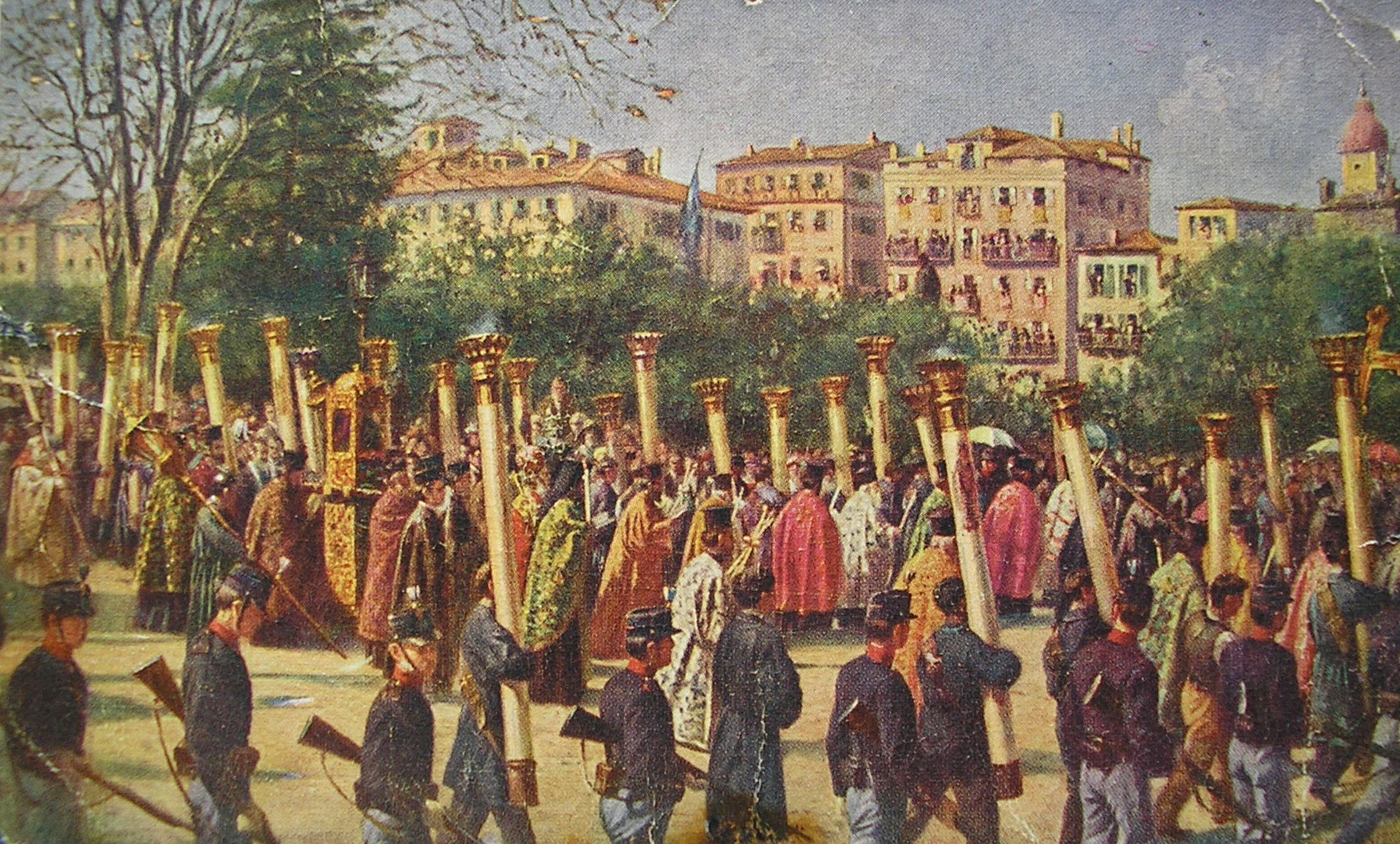
La Procession de Saint Spyridon,, 1912.

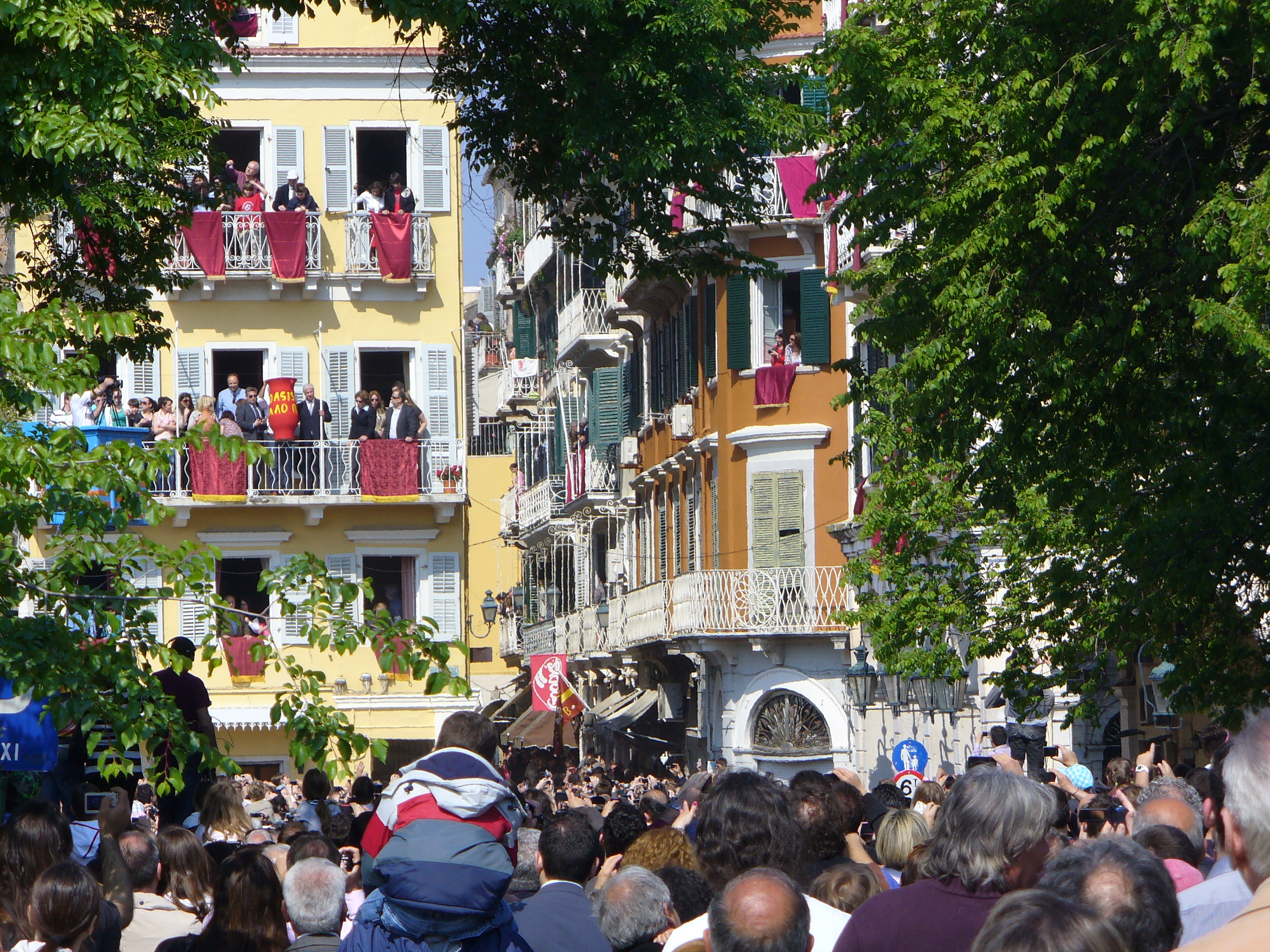
Maisons décorées de l'Esplanade et cruches peintes prêtes à être jetées des balcons, tradition du Samedi saint à Corfou.

- Carnaval : le carnaval se déroule le dimanche précédant le Carême. On brûle l'effigie représentant l'esprit du carnaval à la fin d'un défilé.
- Festival de Corfou : lors de ce festival, qui a lieu en septembre, sont donnés des ballets, des pièces de théâtre, des concerts et des opéras.
- Saint Spyridon : Spyridon de Trimythonte (Άγιος Σπυρίδων) fut un évêque de Chypre, qui vécut au IVe siècle ; il est le saint patron de Corfou. Il aurait sauvé cette île de la famine, de la peste et d'un siège turc en 1716. Les fidèles transportent sa dépouille quatre fois par an dans les rues de la vieille ville. Cet événement se déroule le dimanche des Rameaux, le Samedi Saint, le 11 août et le premier dimanche de novembre.
- Pâques : les festivités de Pâques à Corfou, sont réputées dans toute la Grèce. Durant les trois jours précédant le jour de Pâques, toutes les écoles de musique, en grand uniforme, défilent dans les rues de la ville, jusque tard le soir. Une coutume, sans doute d'origine pré-chrétienne, veut que le samedi de Pâques, à onze heures exactement, les Corfiotes jettent, par la fenêtre, des cruches et pots pleins d'eau, spectacle particulièrement pittoresque, en ville de Corfou et dans tous les villages de l'île. Cet évènement bruyant et haut en couleur ne dure pas plus de 5 minutes et recouvre les rues de tessons brisés.
- Cricket : la domination britannique a laissé quelques traces, dont ce sport, toujours pratiqué à Corfou (ville) par quelques jeunes citadins, sur la pelouse de la Spianada, devant le palais du gouverneur et le Vieux Fort.
- Gastronomie : pastitsado (παστισάδα), sofrito (σοφρίτο), tsigarelli (mélange d'herbes sauvages à la vapeur)[22], bourdeto (μπουρδέτο), liqueur de kumquat.

## Villes
La ville de Corfou est la capitale de l'île.

## À voir

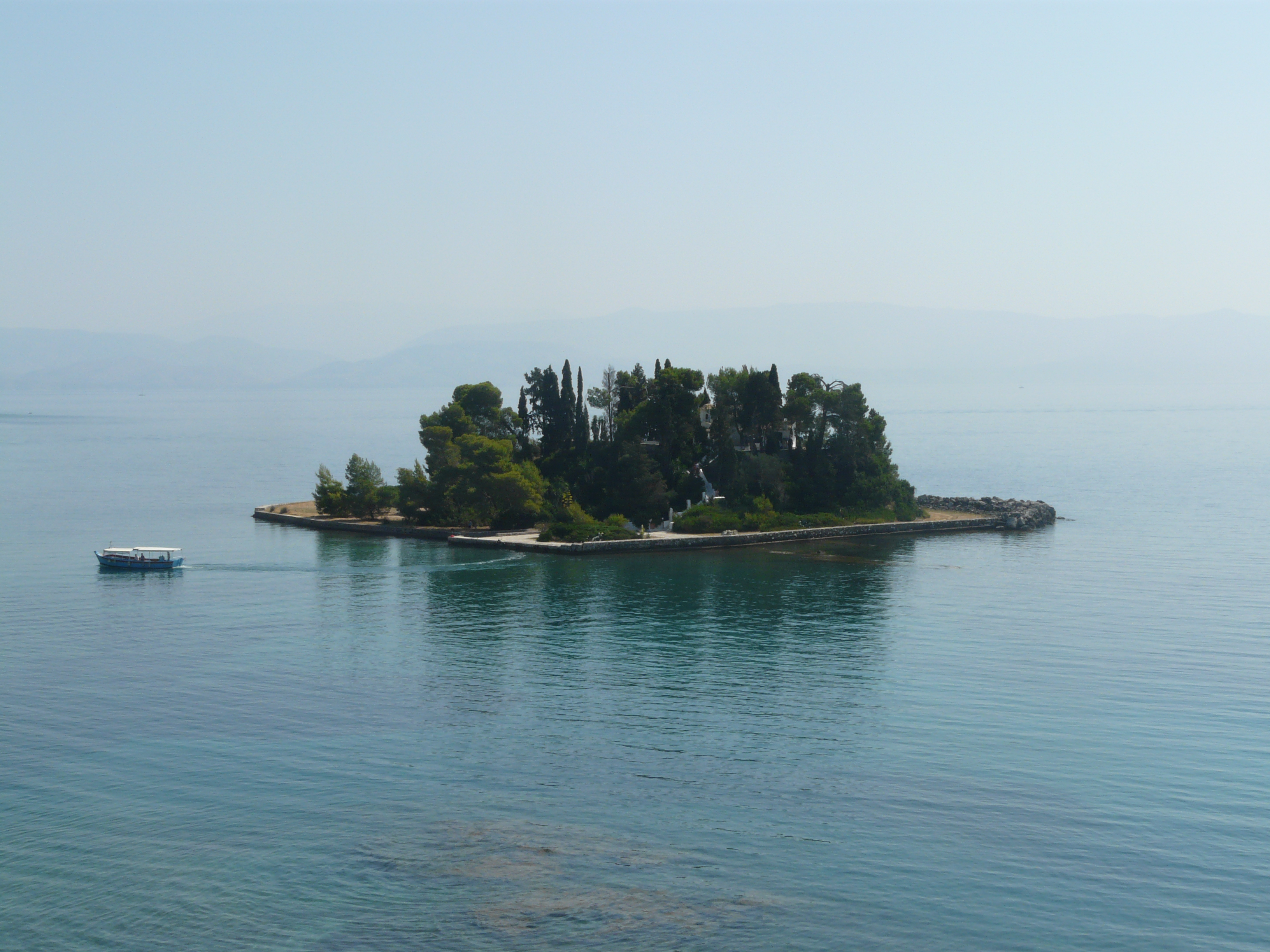
Pontikoníssi

- La résidence des gouverneurs britanniques, édifiée à proximité du Vieux Fort, par sir Thomas Maitland, devenue palais d'été du roi de Grèce. Aujourd'hui, outre certaines salles intéressantes (comme la salle du Sénat de la république des Sept-Îles) y est installé le musée des arts asiatiques qui offre, notamment, une très belle collection de statuettes du Gandhara.
- L'Achilleion, résidence édifiée par l'impératrice Élisabeth d'Autriche (dite Sissi) pour sa convalescence et rachetée par le Kaiser Guillaume II qui en fit un palais d'été, souvent fréquenté.
- Le palais de Mon Repos, résidence de villégiature des hauts-commissaires britanniques et lieu de naissance de plusieurs princes de la famille royale grecque, dont Philippe, duc d'Édimbourg. Le peintre impressionniste J.S. Sargent y a peint de nombreuses œuvres.
- Les monastères de Vlachérna et de Pontikoníssi (l’île de la souris, ainsi nommée en raison de sa taille minuscule).
- La baie et le monastère de Palaiokastrítsa. Les eaux qui s'y trouvent sont turquoise et dignes de plages paradisiaques.
- La vieille ville ainsi que la baie de Kassiopi.
- Le château byzantin d'Angelókastro.
- Le Vieux fort et le fort Neuf (Palaiό Froúrio et Néo Froúrio).
- Les sentiers de randonnées autour du mont Pantokrátor.
- Les plages de Glyfáda, Sidári, Rhóda, Ágios Stéfanos, Ágios Górdios, Palaiokastrítsa.
- Le plus vieux village de l'île, Palaía Peritheia, construit à partir du XIIIe siècle[23] à l'intérieur des terres mais avec vue sur la mer pour voir les pirates sans être vu d'eux, puis abandonné dans les années 1960, connaît un renouveau depuis 2010[24] ; en 2025 il a cinq tavernas[25]. Il a huit églises, avec à l'entrée du village un mur-clocher servant aussi de portique à l'église dédiée à saint Jacques de Perse (en). De l'autre côté du village se tient la plus vieille de ses églises, dédiée à saint Nicholas de Petra. Il a été le premier chef-lieu de la municipalité de Kassiopi. De 1866 à 1912, il était la capitale de la partie nord de l'île. Le village a été classé monument historique en 1966[23].
- L'île de Vído : elle se situe en face de la ville de Corfou. Elle abritait un pénitencier pour mineurs. On y trouve aujourd'hui un centre aéré, un camp scout, ainsi qu'un mausolée érigé en l'honneur de 3 000 soldats serbes tombés au cours de la Première Guerre mondiale. Cette histoire est également commémorée au musée serbe de Corfou.
- L'Université ionienne
- Le Musée Kapodístrias.